# 蘇思溫
蘇思溫（？—？）字玉如，河南省灵宝县人，清朝及中华民国政治人物。

## 生平
苏思温早年成为清朝附生。柳河县知县范树升（字高也，浙江省钱塘县贡生）于光绪三十年九月（1904年）在任期间病故。河南省灵宝县附生苏思温乃接署柳河县知县。时值日俄战争爆发，日、俄两军在柳河县境内，“俄人逼索车辆，强买粮草，公严守中立，不稍依阿。俄人怒，胁公出城六十里，困公三日，公不稍动，俄人咸敬礼之，送公还。”光绪三十一年九月（1905年），苏思温丁忧，施世杰接任柳河县知县。
1918年，苏思温当选中华民国第二届国会参议员。1920年，中华民国第二届国会解散。